# Go-Sakuramachi
Go-Sakuramachi (後桜町天皇, Go-Sakuramachi-tennō; 23 settembre 1740 – 24 dicembre 1813) è stata la 117ª imperatrice del Giappone secondo il tradizionale ordine di successione.

## Biografia
Regnò dal 1762 sino al 1771. Il suo nome personale era Toshiko (智子?, Toshiko). Fu l'ultima sovrana regnante: dal 1889, infatti, la legge della casa imperiale non permise più alle principesse l'accesso al trono.
Prima di lei solo altre sette donne nella storia nazionale giunsero ai vertici del potere in Giappone: Jitō, Suiko, Kōgyoku, Genshō, Kōken, Genmei e Meishō. Sua madre era Nijō Ieko (二条 舎子), mentre suo padre era l'imperatore Sakuramachi, dei quali era la secondogenita. La famiglia imperiale risiedeva fino al 1868 nel Palazzo imperiale, nell'odierna Kyoto.
Sembra abbia scritto un libro, una raccolta di poemi, intitolato 禁中年中の事, Kinchū-nenjū no koto. Alla sua morte, all'età di 73 anni, il corpo venne sepolto nel Tsuki no wa no misasagi a Kyoto.

## Voci correlate

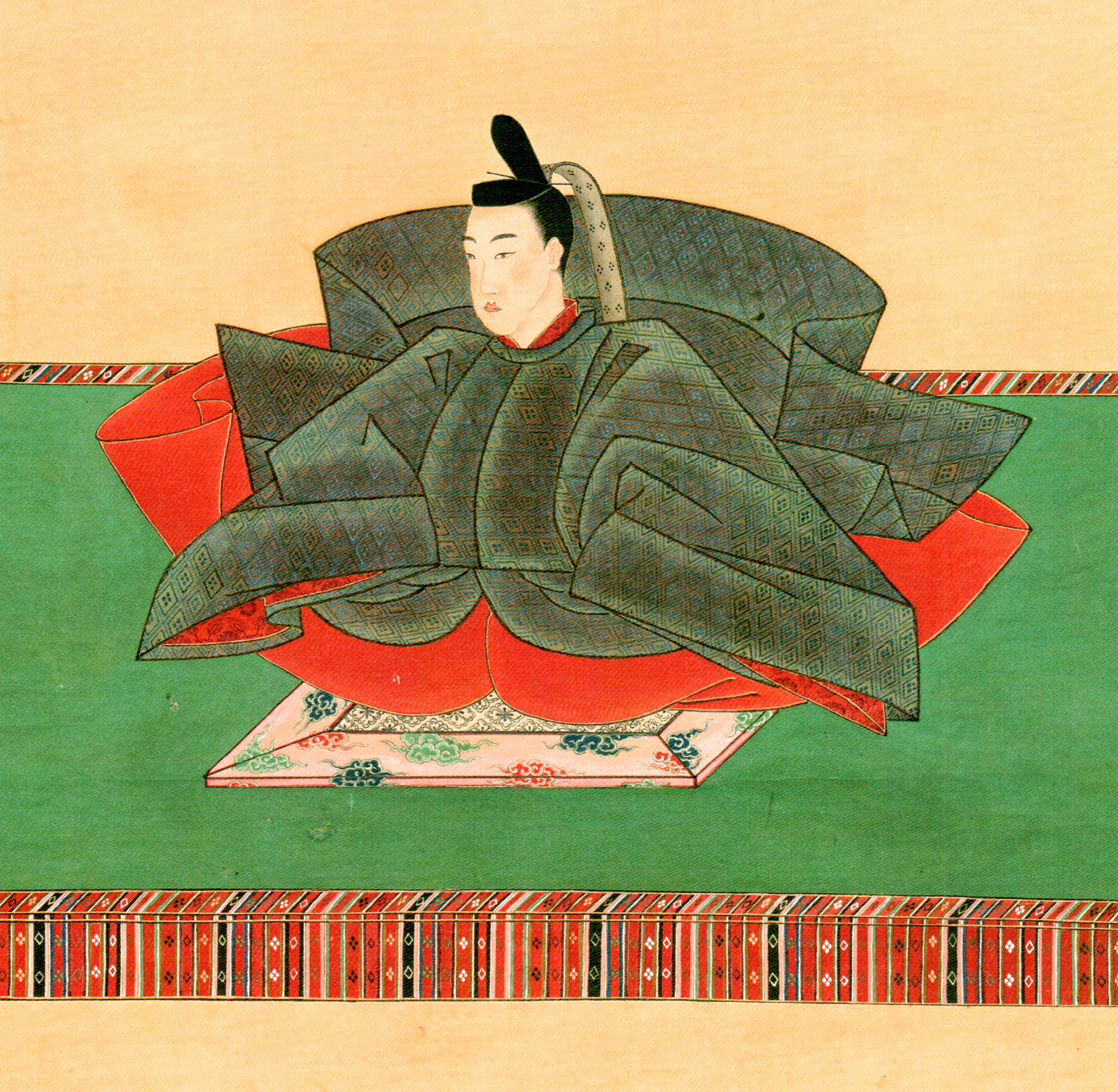
Momozono (1742-1762)
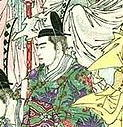
L'imperatrice Go-Sakuramachi
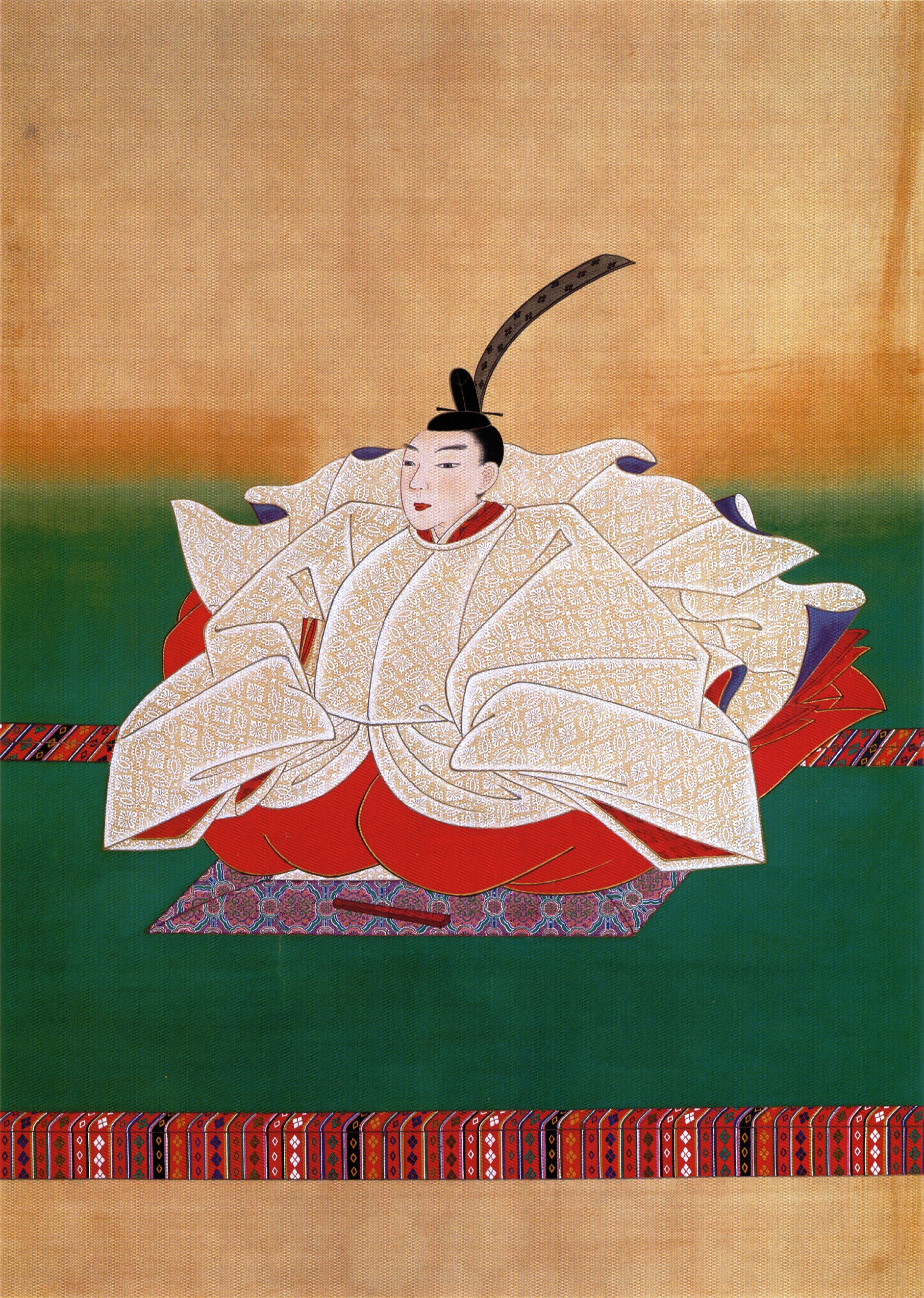
Go-Momozono (1771-1779)
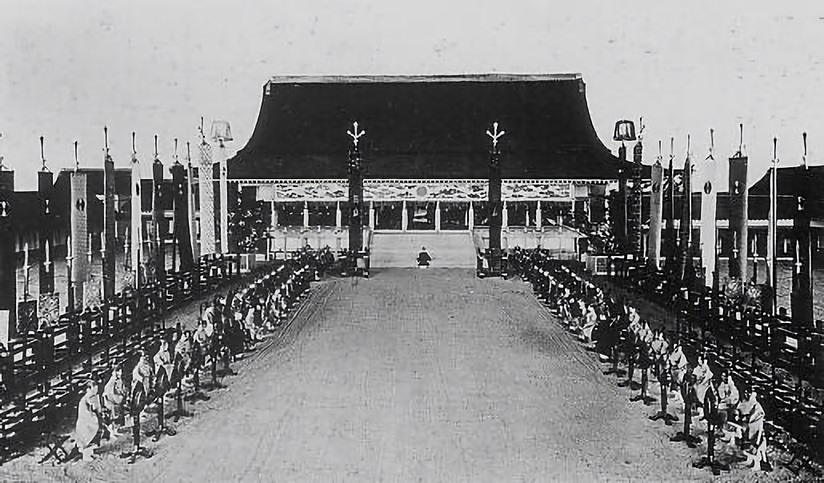
Il Palazzo imperiale di Kyōto
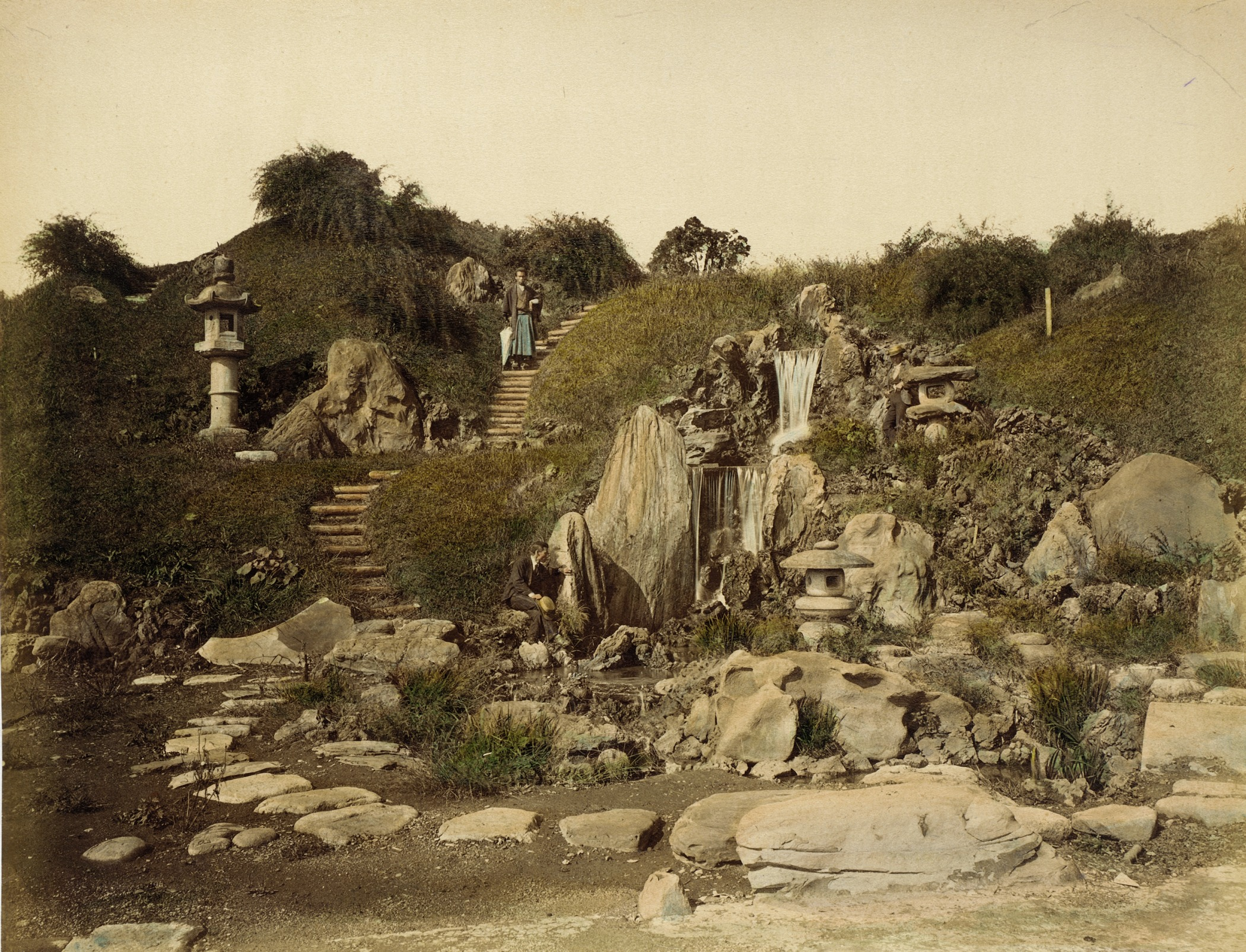
I giardini del Palazzo nel 1865